# Unione Sportiva Palermo 1946-1947
Questa voce raccoglie le informazioni riguardanti l'Unione Sportiva Palermo nelle competizioni ufficiali della stagione 1946-1947.

## Stagione
In questa stagione in Serie B, il Palermo ottiene un 8º posto.

## Organigramma societario
Area direttiva
- Presidente: Giuseppe Agnello

Area tecnica
- Allenatore: Maximiliano Faotto, poi Beppe Cutrera

## Rosa
| N. |                    | Ruolo | Calciatore                 |
| -- | ------------------ | ----- | -------------------------- |
|    | Italia (bandiera)  | P     | Luigi Valsecchi            |
|    | Italia (bandiera)  | P     | Paolo Calò                 |
|    | Italia (bandiera)  | D     | Nello Tedeschini           |
|    | Italia (bandiera)  | D     | Merlini                    |
|    | Uruguay (bandiera) | D     | Maximiliano Faotto         |
|    | Italia (bandiera)  | D     | Mario Tozi                 |
|    | Italia (bandiera)  | D     | Santo Crocivera            |
|    | Italia (bandiera)  | D     | Mario Andreis              |
|    | Italia (bandiera)  | C     | Gaetano Conti              |
|    | Italia (bandiera)  | C     | Romolo Sforza              |
|    | Italia (bandiera)  | C     | Francesco Lozzi            |
|    | Italia (bandiera)  | C     | Francesco Paolo De Rosalia |

| N. |                   | Ruolo | Calciatore         |
| -- | ----------------- | ----- | ------------------ |
|    | Italia (bandiera) | C     | Sergio Trevisan    |
|    | Italia (bandiera) | C     | De Cleva           |
|    | Italia (bandiera) | C     | Attilio Curto      |
|    | Italia (bandiera) | C     | Antonino Lo Presti |
|    | Italia (bandiera) | A     | Balilla Lombardi   |
|    | Italia (bandiera) | A     | Carmelo Di Bella   |
|    | Italia (bandiera) | A     | Marroni            |
|    | Italia (bandiera) | A     | Renato Antolini    |
|    | Italia (bandiera) |       | Cagiotta           |
|    | Italia (bandiera) |       | Gazzotti           |
|    | Italia (bandiera) |       | Guidotti           |
|    | Italia (bandiera) |       | Vancini            |

## Risultati

### Serie B

#### Girone di andata
| 29 settembre 1946 1ª giornata | Palermo | 1 – 1 | Lecce |  |

| 6 ottobre 1946 2ª giornata | Catanzaro | 0 – 1 | Palermo |  |

| 13 ottobre 1946 3ª giornata | Palermo | 1 – 0 | Pescara |  |

| 20 ottobre 1946 4ª giornata | Palermo | 1 – 0 | Albatrastevere |  |

| 27 ottobre 1946 5ª giornata | Ternana | 3 – 1 | Palermo |  |

| 3 novembre 1946 6ª giornata | Brindisi | 2 – 0 | Palermo |  |

| 10 novembre 1946 7ª giornata | Palermo | 0 – 0 | Arsenale Taranto |  |

| 17 novembre 1946 8ª giornata | Rieti | 1 – 2 | Palermo |  |

| 24 novembre 1946 9ª giornata Turno di riposo |  | – |  |  |

| 1 dicembre 1946 10ª giornata | Perugia | 3 – 2 | Palermo |  |

| 8 dicembre 1946 11ª giornata | Torrese | 1 – 0 | Palermo |  |

| 15 dicembre 1946 12ª giornata | Palermo | 1 – 0 | Cosenza |  |

| 22 dicembre 1946 13ª giornata | Taranto | 1 – 1 | Palermo |  |

| 29 dicembre 1946 14ª giornata | Palermo | 1 – 2 | Scafatese |  |

| 12 gennaio 1947 15ª giornata | Palermo | 0 – 2 | Foggia |  |

| 19 gennaio 1947 16ª giornata | Siracusa | 0 – 0 | Palermo |  |

| 2 febbraio 1947 17ª giornata | Palermo | 0 – 0 | Salernitana |  |

#### Girone di ritorno
| 16 febbraio 1947 18ª giornata | Lecce | 5 – 1 | Palermo |  |

| 23 febbraio 1947 19ª giornata | Palermo | 2 – 1 | Catanzaro |  |

| 2 marzo 1947 20ª giornata | Pescara | 2 – 0 | Palermo |  |

| 9 marzo 1947 21ª giornata | Albatrastevere | 1 – 3 | Palermo |  |

| 16 marzo 1947 22ª giornata | Palermo | 5 – 1 | Ternana |  |

| 23 marzo 1947 23ª giornata | Palermo | 0 – 0 | Brindisi |  |

| 30 marzo 1947 24ª giornata | Arsenale Taranto | 2 – 1 | Palermo |  |

| 6 aprile 1947 25ª giornata | Palermo | 2 – 1 | Rieti |  |

| 13 aprile 1947 26ª giornata Turno di riposo |  | – |  |  |

| 20 aprile 1947 27ª giornata | Palermo | 0 – 0 | Perugia |  |

| 4 maggio 1947 28ª giornata | Palermo | 5 – 0 | Torrese |  |

| 11 maggio 1947 29ª giornata | Cosenza | 1 – 0 | Palermo |  |

| 18 maggio 1947 30ª giornata | Palermo | 1 – 1 | Arsenaltaranto |  |

| 1 giugno 1947 31ª giornata | Scafatese | 1 – 0 | Palermo |  |

| 8 giugno 1947 32ª giornata | Foggia | 1 – 1 | Palermo |  |

| 15 giugno 1947 33ª giornata | Palermo | 2 – 0 | Siracusa |  |

| 22 giugno 1947 34ª giornata | Salernitana | 2 – 0 | Palermo |  |

## Statistiche

### Statistiche di squadra
| Competizione | Punti | In casa | In casa | In casa | In casa | In casa | In casa | In trasferta | In trasferta | In trasferta | In trasferta | In trasferta | In trasferta | Totale | Totale | Totale | Totale | Totale | Totale | DR |
| Competizione | Punti | G       | V       | N       | P       | Gf      | Gs      | G            | V            | N            | P            | Gf           | Gs           | G      | V      | N      | P      | Gf     | Gs     | DR |
| ------------ | ----- | ------- | ------- | ------- | ------- | ------- | ------- | ------------ | ------------ | ------------ | ------------ | ------------ | ------------ | ------ | ------ | ------ | ------ | ------ | ------ | -- |
| Serie B      | 31    | 16      | 8       | 6       | 2       | 22      | 9       | 16           | 3            | 3            | 10           | 14           | 26           | 32     | 11     | 9      | 12     | 36     | 35     | +1 |

### Statistiche dei giocatori
| Giocatore     | Serie B  | Serie B |
| Giocatore     | Presenze | Reti    |
| ------------- | -------- | ------- |
| M. Andreis    | 10       | ?       |
| R. Antolini   | 30       | ?       |
| P. Calò       | 3        | -?      |
| Cagiotta      | 2        | ?       |
| G. Conti      | 32       | ?       |
| S. Crocivera  | 3        | ?       |
| A. Curto      | 12       | ?       |
| De Cleva      | 3        | ?       |
| F. De Rosalia | 17       | ?       |
| C. Di Bella   | 28       | ?       |
| M. Faotto     | 9        | ?       |
| Gazzotti      | 10       | ?       |
| Guidotti      | 1        | ?       |
| B. Lombardi   | 20       | 9       |
| A. Lo Presti  | 6        | ?       |
| F. Lozzi      | 18       | ?       |
| Marroni       | 14       | ?       |
| Merlini       | 13       | ?       |
| R. Sforza     | 30       | ?       |
| N. Tedeschini | 21       | ?       |
| M. Tozi       | 16       | ?       |
| S. Trevisan   | 21       | ?       |
| L. Valsecchi  | 29       | -?      |
| Vancini       | 1        | ?       |